# Paliczyno
Paliczyno [paliˈt͡ʂɨnɔ] (tiếng Đức: Jungfernbrück)  là một ngôi làng thuộc khu hành chính của Gmina Trzebiatów, thuộc hạt Gryfice, West Pomeranian Voivodeship, ở phía tây bắc Ba Lan. Nó nằm khoảng 6 kilômét (4 mi)  về phía đông của Trzebiatów, 19 km (12 mi) về phía đông bắc của Gryfice và 88 km (55 mi) về phía đông bắc của thủ đô khu vực Szczecin.
Trước năm 1945, khu vực này là một phần của Đức. Đối với lịch sử của khu vực, xem Lịch sử của Pomerania.
Ngôi làng có dân số 26 người.